# Erdődy-kastély (Popovača)
A Erdődy-kastély egy 18. századi főúri kastély Horvátországban, a Kutenya melletti Popovača településen. 

## Fekvése
A kastély Popovača keleti határában, a Monoszló-hegység déli lejtőjén áll.

## Története
Az Erdődy-kastélyt a 18. században építtette a család a 16. század végén lebontott monoszlói vár mellett. Tulajdonképpen három kastélyt is építettek ide, melyek közül az első, a nagykastély 1746 és 1754 között épült fel. A második, vagy középső kastélyt 1812 és 1818 között építették, míg a kiskastély (vagy vadászkastély) 1839 előtt épült és 1938-1941 között építették át. Mind közül a legjelentősebb a négyszög alaprajzú, emeletes nagykastély, melynek építési munkálatait Erdődy György, László és Ludovika megbízásából Erdődy György szlavóniai birtokainak intézője Matija Marković vezette. A munkákat itteni jobbágyai végezték. A kastéllyal és bejárati részével együtt több majorépület is ekkor épült. A középső kastély a nagykastélytól 200 méterre északnyugatra épült fel. Ez lett az uradalom intézményi központja. Egyszerű, emeletes késő barokk-klasszicista U alakú épület, mely ma is eredeti állapotában áll. Főhomlokzata 33,10 oldalsó homlokzata 15,60 méter széles. Ma ebben működnek a kórház igazgatósági helyiségei. Ettől mintegy 125 méterre nyugatra található az elnyújtott téglalap alaprajzú kiskastély. A benne elhelyezett vadásztrófeákról vadászkastélynak is nevezik. A három kastély a kiszolgáló és gazdasági épületekkel, valamint a kertekkel, gyümölcsösökkel és szőlőkkel egykor egy hatalmas gazdaságot képezett. A család 1887-ig volt a kastély tulajdonosa.

## Mai állapota
Az épületet 1934-ben pszichiátriai kórházzá alakították át és azóta is kórházként működik. Alapítójának, dr. Ivan Barbotnak a nevét viseli.